# Franz Ferdinand Eiffe (Politiker, 1825)

Franz Ferdinand Eiffe

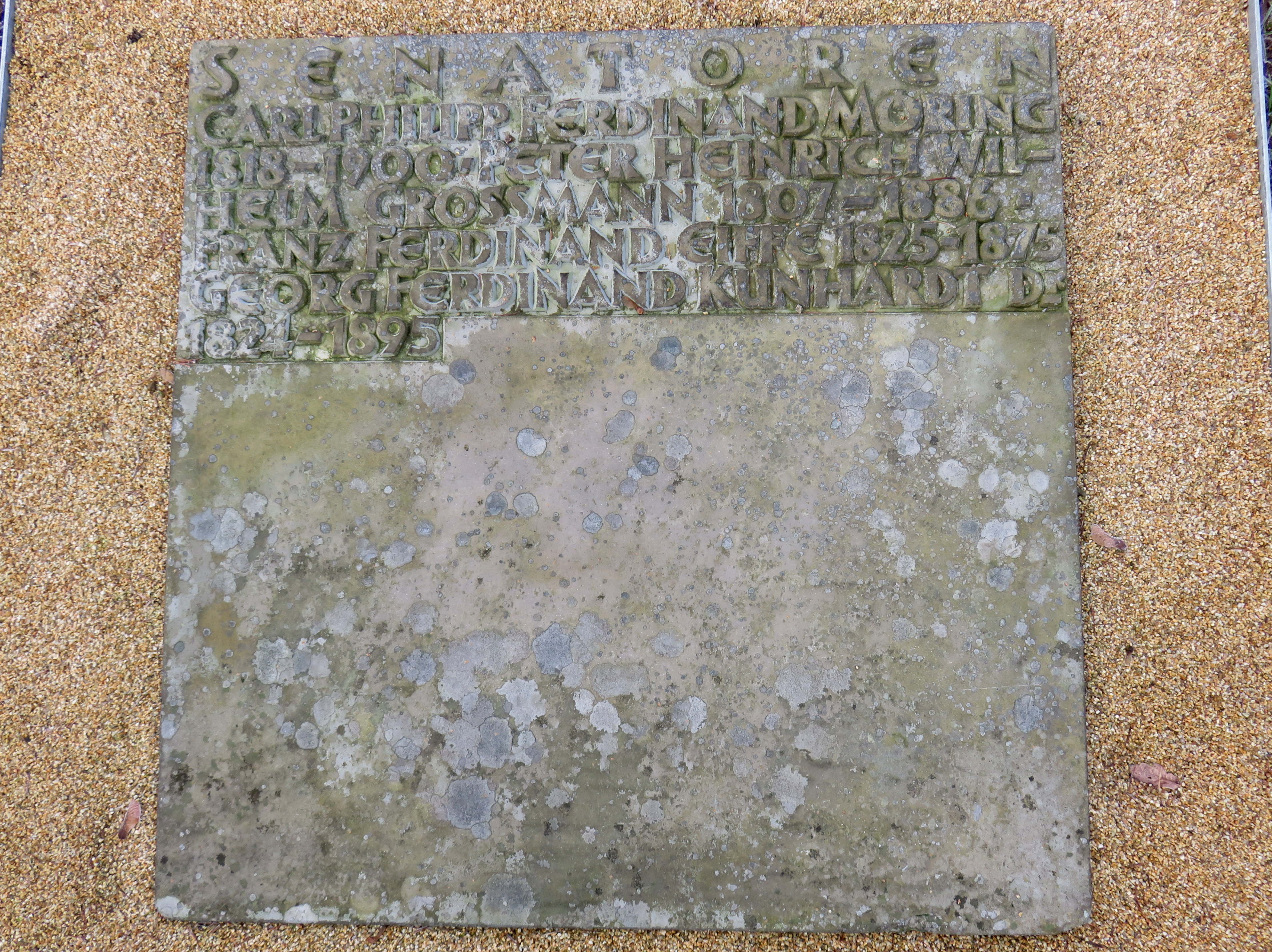
„Franz Ferdinand Eiffe“, Sammelgrab Senatoren (IV), Friedhof Ohlsdorf

Franz Ferdinand Eiffe (* 11. November 1825 in Hamburg; † 18. Juni 1875 in Wandsbek) war ein Hamburger Kaufmann und Senator.

## Leben
Eiffe war ein Hamburger Kaufmann, der neben seiner kaufmännischen Tätigkeit von 1860 bis 1862 dem Niedergericht angehörte. Von 1864 bis 1866 war Eiffe Mitglied der Finanzdeputation. Während seiner Tätigkeit im Niedergericht und in der Finanzdeputation gehörte Eiffe auch der Hamburgischen Bürgerschaft an. Am 15. Juni 1866 wurde er in den Hamburger Senat gewählt.
Nachdem Eiffe einige Zeit in der Finanzdeputation tätig gewesen war, wurde er ab 1872 Leiter der Baudeputation. Diese war für die gesamten öffentlichen Bauten der Stadt zuständig. Außerdem war er Landherr der Geestlande. Neben seiner Tätigkeit im Senat wirkte Eiffe in einigen Aufsichtsräten mit, etwa bei der Anglo-Deutschen Bank, der Hanseatischen Baugesellschaft und der Deutschen transatlantischen Dampfschifffahrts-Gesellschaft (Adler-Linie).
Während der sogenannten Gründerkrise 1874 verlor Eiffe sein gesamtes Vermögen. Er verstarb nach kurzer Krankheit. Sein Nachfolger wurde Johann Stahmer.
Nach seinem Tode wurde die Firma F. F. Eiffe & Co liquidiert.
Eiffe war mit Susan Godeffroy (1833–1871) verheiratet und hatte einen Sohn gleichen Namens: Franz Ferdinand Eiffe, der von 1904 bis 1918 Mitglied der Hamburgischen Bürgerschaft war.
Auf dem Ohlsdorfer Friedhof wird auf einer der Sammelgrabplatten Senatoren (IV) des Althamburgischen Gedächtnisfriedhofs unter anderen an Franz Ferdinand Eiffe erinnert.
Nach ihm ist die Eiffestraße in Hamburg-Hamm benannt.

## Einzelnachweis
1. ↑  (Hamburg, 19. Juli.) In: Berliner Börsenzeitung. II. Beilage, 20. Juli 1875, S. 5, (Digitalisat)

| Personendaten    | Personendaten                                   |
| ---------------- | ----------------------------------------------- |
| NAME             | Eiffe, Franz Ferdinand                          |
| KURZBESCHREIBUNG | deutscher Politiker, MdHB, Senator und Kaufmann |
| GEBURTSDATUM     | 11. November 1825                               |
| GEBURTSORT       | Hamburg                                         |
| STERBEDATUM      | 18. Juni 1875                                   |
| STERBEORT        | Wandsbek                                        |